# Головешкові
Головешкові (Odontobutidae) — родина риб ряду бичкоподібних (Gobiiformes). Поширені в прісних водах басейну Південнокитайського моря і північно-західної Пацифіки.

## Роди
Родина містить 22 види, що відносяться до 6 родів:
- Micropercops Fowler & Bean, 1920
- Neodontobutis I. S. Chen, Kottelat & H. L. Wu, 2002
- Odontobutis Bleeker, 1874
- Perccottus Dybowski, 1877
- Sineleotris Herre, 1940
- Terateleotris Shibukawa, Iwata & Viravong, 2001